# Bistum Roraima

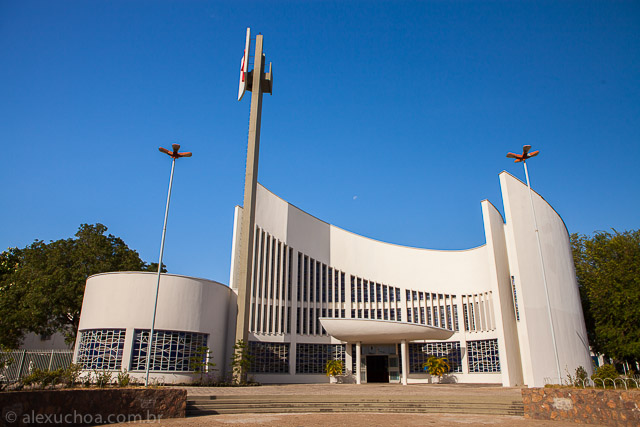
Kathedrale Cristo Redentor in Boa Vista

Das Bistum Roraima (lateinisch Dioecesis Roraimensis, portugiesisch Diocese de Roraima) ist eine römisch-katholische Diözese in Brasilien mit Sitz in Boa Vista im Bundesstaat Roraima, dessen Gebiet es umfasst.

## Geschichte
Das Bistum Roraima wurde am 30. August 1944 durch Papst Pius XII. als Territorialprälatur Rio Branco errichtet und dem Erzbistum Belém do Pará als Suffragan unterstellt. Am 16. Februar 1952 wechselte es in die neuerrichtete Kirchenprovinz Manaus. Am 29. April 1963 wurde die Territorialprälatur Rio Branco in Territorialprälatur Roraima umbenannt und dem Erzbistum Manaus als Suffragan unterstellt.
Die Territorialprälatur Roraima wurde am 16. Oktober 1979 durch Papst Johannes Paul II. zum Bistum erhoben.

## Ordinarien

### Prälaten von Rio Branco bzw. Roraima
- Pedro Eggerath OSB 1921–1929
- José Nepote-Fus IMC, 1952–1965
- Servílio Conti IMC, 1965–1975
- Aldo Mongiano IMC, 1975–1979, danach erster Bischof des neuen Bistums

### Bischöfe von Roraima
- Aldo Mongiano IMC, 1979–1996
- Apparecido José Dias SVD, 1996–2004
- Roque Paloschi, 2005–2015, dann Erzbischof von Porto Velho
- Mário Antônio da Silva, 2016–2022, dann Erzbischof von Cuiabá
- Evaristo Pascoal Spengler OFM, seit 2023[1]